# Coalición de Ciudadanos por el Cambio

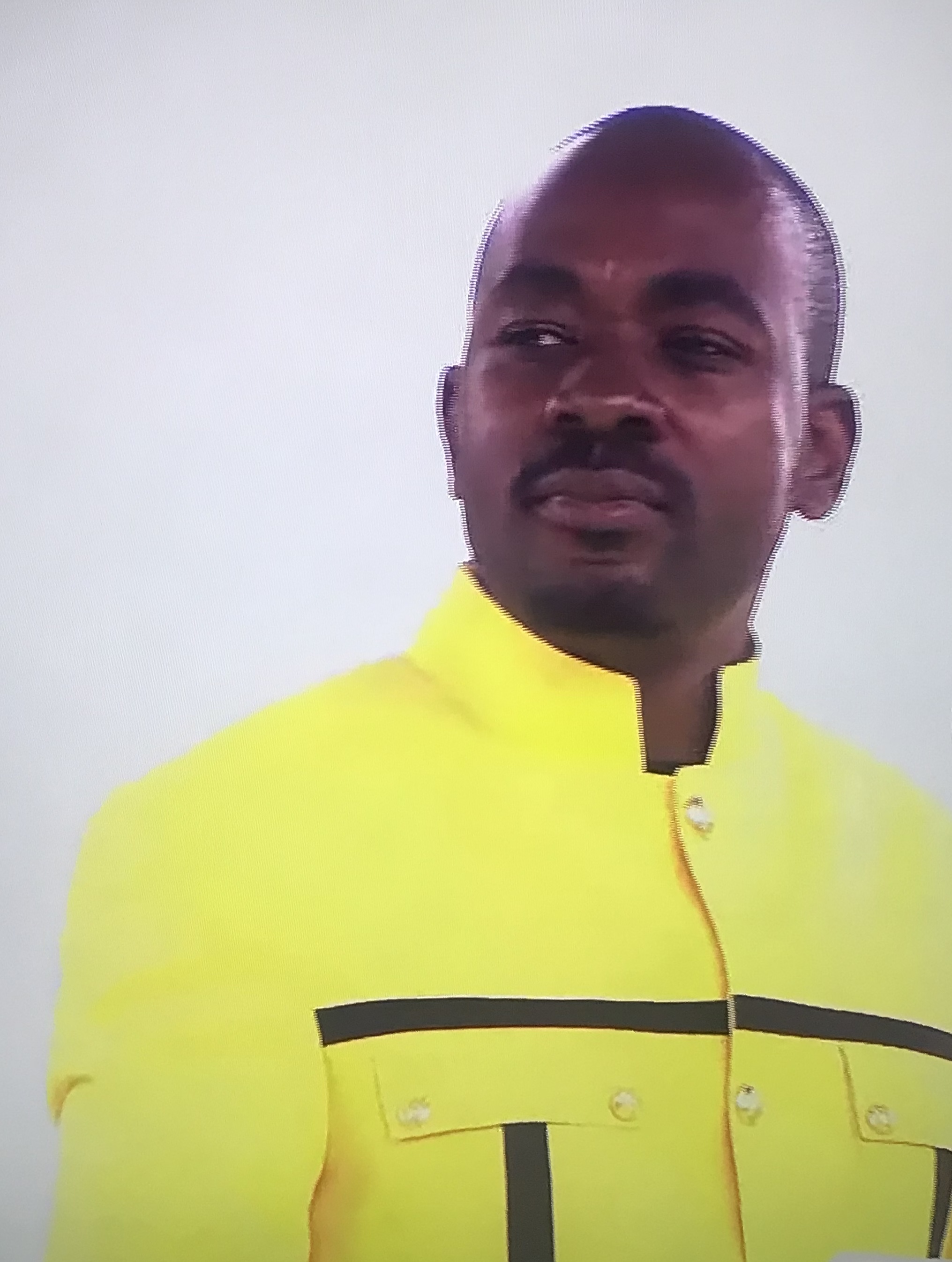
Nelson Chamisa, líder de la CCC

La Coalición de Ciudadanos por el Cambio (en inglés: Citizens Coalition for Change, CCC) es un partido político zimbabuense dirigido por el político y abogado Nelson Chamisa y su portavoz oficial es Fadzayi Mahere. Se estableció el 22 de enero de 2022 y se anunció el 24 de enero de 2022 en una conferencia de prensa en el Hotel Bronte en Harare.

## Historia
Nelson Chamisa formó la Coalición de Ciudadanos por el Cambio después de perder las disputas sobre el nombre del partido "MDC Alliance". El presidente del partido CCC presentó el amarillo como el nuevo color y el levantamiento del dedo índice como el nuevo símbolo. La CCC no tiene constitución, una forma de evitar estar obligado por su supremacía como lo fue en el MDC. Después de formar el partido, la mayoría de los parlamentarios y concejales de la Alianza MDC que mostraron lealtad a Chamisa fueron expulsados del parlamento por Douglas Mwonzora, quien se hizo cargo de la Alianza MDC. Esto, junto con algunas muertes de funcionarios, llevó a la convocatoria elecciones parciales para 28 escaños que se llevaron a cabo el 26 de marzo de 2022, en los que la recién formada CCC ganó 19 y el ZANU-PF ganó 9. La Alianza MDC que Mwonzora encabezó no ganó un escaño. Semanas antes de las elecciones parciales se produjo algo de violencia patrocinada por el gobierno contra la CCC (incluyendo en la manifestación de CCC en Kwekwe que llevó a la muerte de un partidario del partido) así como comportamiento injustificado por parte de la Policía de la República de Zimbabue que incluyó la prohibición de las manifestaciones de la CCC, la paliza a partidarios del partido y arrestos de funcionarios del mismo.
Para las elecciones generales de Zimbabue de 2023, la CCC presentó la candidatura presidencial de Chamisa, quien obtuvo un 44% de los votos. Asimismo, el partido obtuvo 103 diputados y 27 senadores.